# Sakai-ku (Sakai)
Sakai (堺区 Sakai-ku?) es un barrio de la ciudad de Sakai, en la prefectura de Osaka, Japón. Tiene una población estimada, a principios de diciembre de 2021, de 148 536 habitantes.
Su área total es de 23,65 km².
Está situado en el centro de la ciudad, donde se concentran los tribunales, las oficinas administrativas, los hoteles y las tiendas.

## Demografía
Según datos del censo japonés, la población de Sakai se ha mantenido estable en los últimos años.
| Año del censo | Población |
| ------------- | --------- |
| 2005          | 148.095   |
| 2010          | 148.748   |
| 2015          | 148.205   |
| 2021 (est.)   | 148.536   |